# Dschihan as-Sadat

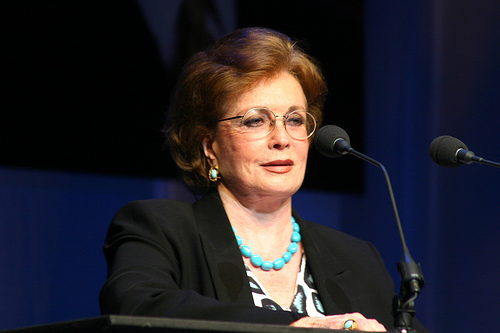
Dschihan as-Sadat (2006)

Dschihan as-Sadat, englische Schreibweise auch Jehan (el-)Sadat (arabisch جيهان السادات Dschihan as-Sadat, DMG Ǧīhān as-Sādāt, * 29. August 1933 als Jehan Safwat Raouf in Kairo; † 9. Juli 2021) war Bürgerrechtlerin und die Frau von Anwar as-Sadat. Sie war von 1970 bis zu Sadats Ermordung 1981 die First Lady Ägyptens.

## Frühe Jahre
Jehan Safwat Raouf (arabisch: Dschīhān Safwat Raʾūf / جيهان صفوت رؤوف) wurde als drittes Kind und erstes Mädchen von Safwat Raouf, einem ägyptischen Chirurgen, und der englischen Musiklehrerin Gladys Cotterill, Tochter von Charles Henry Cotterill, einem Polizisten aus Sheffield, geboren. Die Familie gehörte der unteren Mittelklasse an. Auf Wunsch ihres Vaters wurde sie muslimisch erzogen, besuchte aber eine christlich geleitete Höhere Schule für Mädchen in Kairo.
Schon als Teenager war sie fasziniert von Anwar Sadat, der ein Nationalheld war, und verfolgte die Berichterstattung in den Medien über ihn. Sie hörte viele Geschichten über ihn von ihrer Cousine, deren Ehemann sein Mitstreiter im Widerstand und später im Gefängnis gewesen war.
An ihrem 15. Geburtstag traf sie erstmals ihren zukünftigen Ehemann Anwar Sadat. Dieser war kurz zuvor aus dem Gefängnis entlassen worden, wo er zweieinhalb Jahre für seine Widerstandsaktivitäten gegen König Faruk inhaftiert gewesen war.
Dschihan und Sadat heirateten am 29. Mai 1949 trotz Verzögerung und Einwänden von Seiten ihrer Eltern. Diese konnten sich zunächst nur schwer damit abfinden, dass ihre Tochter einen arbeitslosen Revolutionär heiraten wollte. Aus der Ehe gingen drei Töchter (Lubna, Noha und Jehan) und ein Sohn (Gamal) hervor.

## First Lady

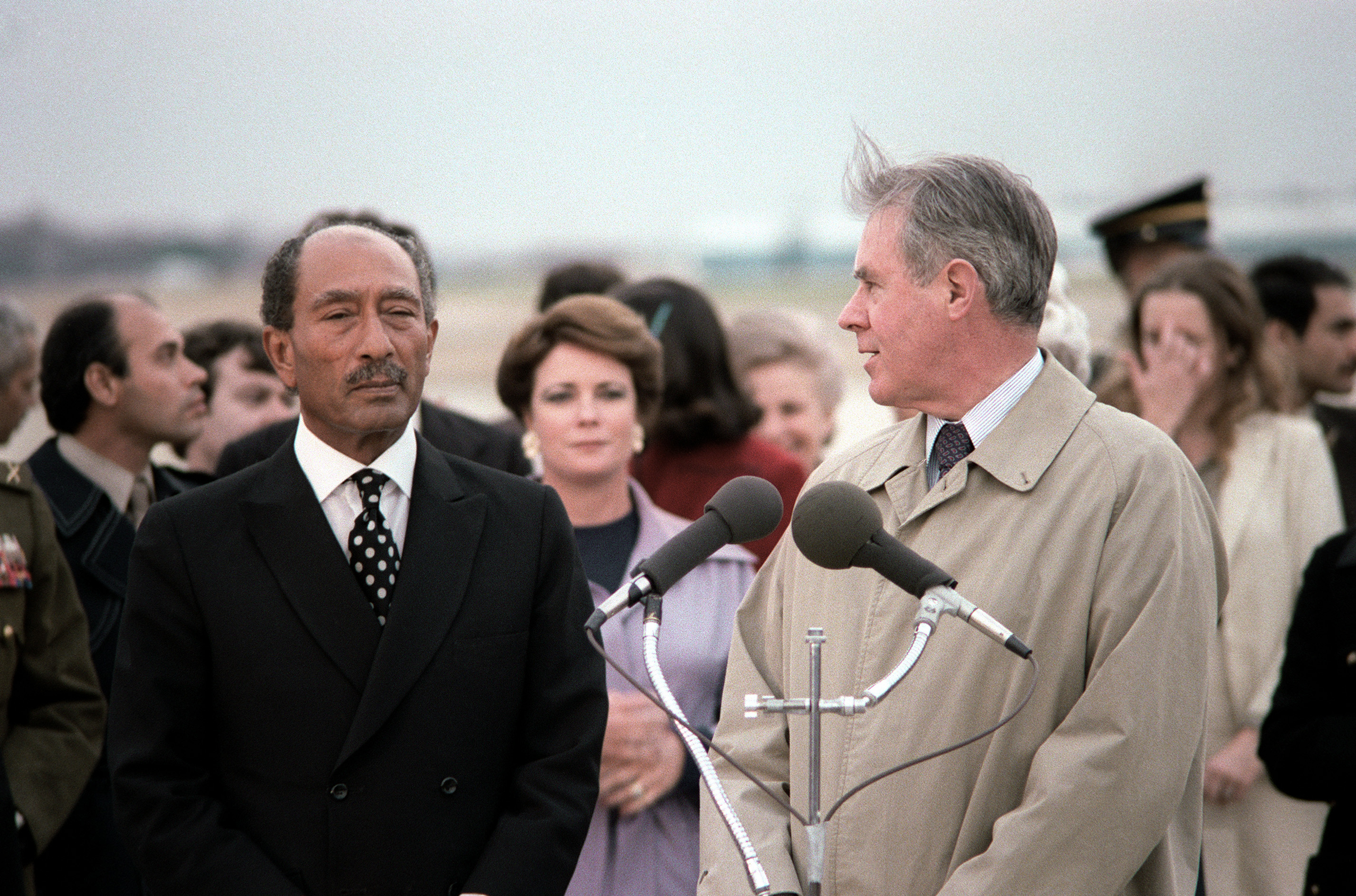
Dschihan as-Sadat (im Hintergrund) mit ihrem Ehemann Anwar as-Sadat und US-Außenminister Cyrus Vance, 1980

Im Verlauf der 32 Ehejahre war Dschihan für ihren politisch aufstrebenden Ehemann, der Präsident von Ägypten werden sollte, eine hilfreiche Partnerin. Später nutzte sie ihre Position als First Lady, um die Lebensbedingungen von Millionen Ägyptern zu verbessern, und diente in ihrer Rolle als Vorbild für Frauen weltweit. Sie half, das Image der arabischen Frauen in der Welt zu ändern, indem sie sich ihre eigenen Sehnsüchte durch ehrenamtliche Arbeit und Mitarbeit bei nichtstaatlichen Organisationen für Benachteiligte erfüllte.

### Ehrenamtliche Tätigkeit
Dschihan spielte eine Schlüsselrolle bei der Reform der ägyptischen Bürgerrechte in den späten 1970er Jahren. Es gab nun erweiterte Statuten, oft auch Jehans Gesetze genannt. Sie garantierten Frauen eine Vielzahl von neuen Rechten, einschließlich des Rechts auf Alimente und des Sorgerechts für die Kinder nach einer Scheidung.
Nach einem Besuch bei verwundeten Soldaten an der Front in Sues während des Sechstagekrieges 1967 gründete sie das al Wafa’ Wa Amal–Rehabilitationszentrum, welches behinderten Kriegsveteranen medizinische Versorgung, Wiedereingliederungshilfen und berufliches Training ermöglichte. Das Zentrum wird unterstützt durch Spenden aus aller Welt. Es unterstützt heute sehbehinderte Kinder, hat eine weltweit bekannte Musikband und einen Chor.
Sie spielte eine entscheidende Rolle bei der Gründung der Talla-Gesellschaft, einer Kooperation der Nil-Delta-Region, welche den Frauen dort hilft, unabhängig zu werden; außerdem bei der Gründung der Ägyptischen Gesellschaft für Krebspatienten, der Ägyptischen Blutbank und der SOS-Kinderdörfer  in Ägypten.
Sie führte die ägyptische Delegation bei der Internationalen Frauenkonferenz der Vereinten Nationen in Mexiko-Stadt und in Kopenhagen an und gründete die Arabisch-afrikanische Frauenliga. Als Aktivistin war sie Veranstalterin und Teilnehmerin bei zahlreichen Konferenzen in aller Welt, die sich mit Frauenrechten, Kinder- und Jugendschutz und Frieden in Afrika, Asien, Europa, Nord- und Südamerika beschäftigten.

### Abschlüsse
- 1977: Bachelor in arabischer Literatur an der Universität Kairo;
- 1980: Master, Universität Kairo;
- 1986: Ph.D., von der Universität Kairo

## Spätere Jahre
Dschihan as-Sadat war leitende Wissenschaftlerin an der University of Maryland, College Park, wo auch der Anwar Sadat Lehrstuhl für Frieden und Entwicklung gestiftet wurde, am Center for International Development and Conflict Management. Sie veröffentlichte eine Autobiografie, Ich bin eine Frau aus Ägypten, außerdem unter einem Pseudonym Poesie in arabischer Sprache. Im März 2009 veröffentlichte sie mit My Hope for Peace ein weiteres Buch.
As-Sadat starb am 9. Juli 2021 im Alter von 87 Jahren. An ihrem Staatsbegräbnis in Kairo nahm Staatspräsident as-Sisi teil, der ihr posthum den Nishan al-Kamal verlieh.

### Auszeichnungen und Ehrungen
Dschihan hat zahlreiche nationale und internationale Auszeichnungen für ihre öffentlichen Dienste und humanitäre Bemühungen für Frauen und Kinder erhalten, darunter mehr als 20 Ehrendoktorwürden.
- 1993 Community of Christ International Peace Award.
- 1997 Theodor-Haecker-Preis für politischen Mut und Aufrichtigkeit der Stadt Esslingen am Neckar erhalten.
- 2001 Pearl S. Buck Award

### Positionen
- Ägyptens First Lady von 1970 bis 1981
- Gastprofessur an der American University in Washington, D.C.
- Lehrstühle an der University of South Carolina und der Radford University